# Desescoba
La desescoba es un juego de cartas para dos, tres o cuatro jugadores, que se juega con una baraja española. Es una variante de la escoba.
El mecanismo del juego es similar al juego de la escoba. La única diferencia es que en este juego ganará el jugador que menos puntos consiga. Es decir, la finalidad de este juego es intentar no llevarse bazas para así no sumar puntos. 
Los jugadores pondrán cartas en el tapete intentando que la carta puesta no sume 15 puntos en combinación con las que ya hay puestas. Si se suma 15 el jugador cogerá las cartas que mejor le convengan para no hacer puntos, es decir, se intentará evitar coger oros o sietes (sobre todo el siete de oros) y se intentará coger las menos cartas posibles. 
Si un jugador pone una carta sobre el tapete que suma 15 puntos en combinación con otras que ya hay puestas y no coge ninguna baza (ya sea porque lo haga a propósito o porque no se dé cuenta), los demás jugadores podrán elegir la baza que se lleva sumando 15, es decir, podrán elegir que cartas se va a llevar. Esto perjudicará al afectado, ya que sus contrincantes le elegirán la mayor cantidad de oros, sietes o cartas posibles para así intentar sumarle más puntos.
También es conocido como "Escoba a menos" o "Escoba retorcida" o "Escoba negada".
- Datos: Q5804121